# Natalie Muth
Natalie Rose Muth (* 27. Juli 1998 in Portland, Oregon) ist eine US-amerikanische Fußballspielerin.

## Karriere
Muth spielte zunächst von 2007 bis 2016 für die Jugendmannschaft des Portland Thorns FC in der Elite Clubs National League (ECNL), bevor sie an der Scappoose High School im Columbia County, Oregon für die Fußball-Schulmannschaft aktiv war.
Mit der Aufnahme eines Studiums im Hauptfach Bauingenieurwesen an der University of Portland im Jahr 2016, kam sie für das Sport-Team der Bildungseinrichtung, die Portland Pilots, bis zum Ende der Spielzeit 2019 in 69 Meisterschaftsspielen in der West Coast Conference zum Einsatz, in denen sie vier Tore erzielte.
Nach Kasachstan gelangt, kam sie dort in der Spielzeit 2021 für den in Schymkent ansässigen Verein BIIK Kazygurt in der höchsten Spielklasse im Frauenfußball zum Einsatz und trug zur Meisterschaft bei. Mit diesem Erfolg nahm sie mit ihrer Mannschaft auch am Wettbewerb der Champions League teil und wurde im Achtelfinale im Hin- und Rückspiel gegen den FC Bayern München eingesetzt, sowie in zwei Spielen über dem Champions-Weg der 1. Qualifikationsrunde 2021/22.
Mit Abschluss der Spielzeit 2021 in Kasachstan begab sie sich nach Spanien und kam für den SD Eibar in der Rückrunde der Saison 2021/22 vom 30. Januar (19. Spieltag) bis zum 15. Mai 2022 in elf Punktspielen in der Primera División, der höchsten Spielklasse im spanischen Frauenfußball zum Einsatz. Mit dem Abstieg ihrer Mannschaft auf Platz 15 von 16 Mannschaften verließ sie den Verein und spielte in der Folgesaison für den in Sant Joan Despí ansässigen Erstligisten FC Levante Las Planas, für den sie 27 von 30 Saisonspielen bestritt. Obwohl sie mit dem Verein am Saisonende Platz 11 belegte, entschied sie sich für einen erneuten Vereinswechsel. Ihre einzigen beiden Tore erzielte sie im Wettbewerb um den Copa de la Reina, dem nationalen Vereinspokal, beim 4:0-Erstrundensieg im Auswärtsspiel gegen Real Unión de Tenerife mit den Treffern zum 1:0 und 3:0 in der 15. und 75. Minute.
Zur Saison 2023/24 wurde sie vom Bundesligisten MSV Duisburg verpflichtet und mit einem bis zum 30. Juni 2024 datierten Vertrag ausgestattet. Ihr Pflichtspieldebüt erfolgte am 9. September 2023 mit ihrem Einsatz im Spiel der 2. Runde des DFB-Pokalwettbewerbs beim 6:1-Sieg im Auswärtsspiel gegen den Drittligisten Arminia Bielefeld mit Einwechslung zur zweiten Spielhälfte für Julia Kappenberger. Ihr Bundesligadebüt gab sie eine Woche später zum Saisonauftakt bei der 0:9-Niederlage im Auswärtsspiel gegen die TSG 1899 Hoffenheim mit Einwechslung für ihre US-amerikanische Mitspielerin Kaitlyn Parcell in der 56. Minute.
In der Saison 2024/25 spielte sie für die SSD Napoli Femminile in der italienischen Serie A.

## Erfolge
- Kasachischer Meister 2021
  - verbunden mit der Teilnahme an der UEFA Women’s Champions League